# George Washington Julian

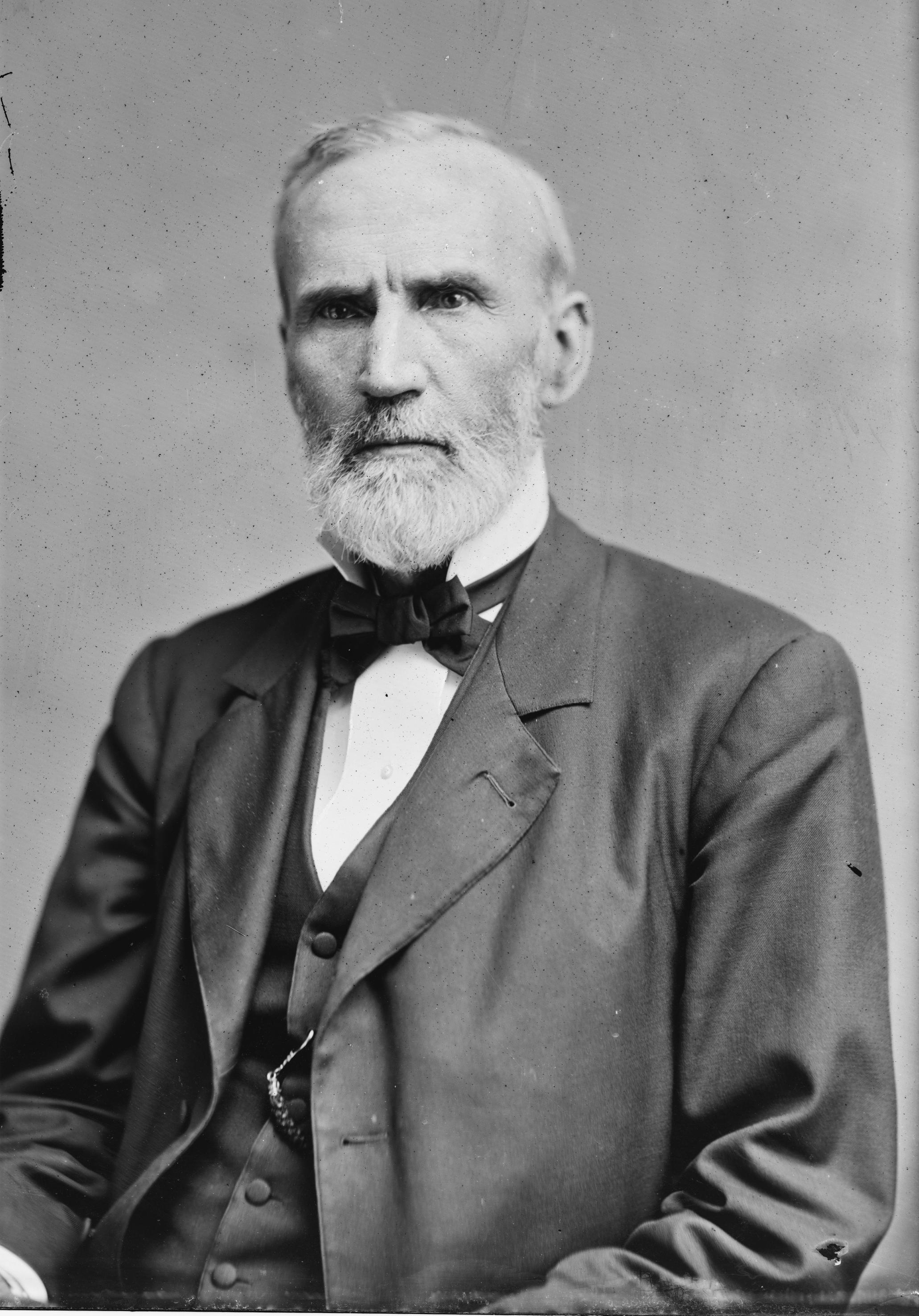
George Washington Julian

George Washington Julian (* 5. Mai 1817 bei Centerville, Wayne County, Indiana; † 7. Juli 1899 in Indianapolis, Indiana) war ein US-amerikanischer Politiker. Zwischen 1849 und 1871 vertrat er mehrfach den Bundesstaat Indiana im US-Repräsentantenhaus.

## Werdegang
George Julian besuchte die öffentlichen Schulen seiner Heimat. Nach einem anschließenden Jurastudium und seiner im Jahr 1840 erfolgten Zulassung als Rechtsanwalt begann er in Greenfield in diesem Beruf zu arbeiten. Gleichzeitig schlug er eine politische Laufbahn ein. 1845 wurde er in das Repräsentantenhaus von Indiana gewählt. Damals war er Mitglied der kurzlebigen Free Soil Party. Im Jahr 1848 war er Delegierter auf deren Bundesparteitag. Bei den Kongresswahlen des Jahres 1848 wurde Julian im vierten Wahlbezirk von Indiana in das US-Repräsentantenhaus in Washington, D.C. gewählt, wo er am 4. März 1849 die Nachfolge von Caleb Blood Smith antrat. Da er im Jahr 1850 nicht bestätigt wurde, konnte er bis zum 3. März 1851 zunächst nur eine Legislaturperiode im Kongress absolvieren. Bei den Präsidentschaftswahlen 1852 war George Julian Vizepräsidentschaftskandidat seiner Partei an der Seite von John P. Hale. Sie erzielten einen Stimmenanteil von 4,9 Prozent, blieben aber ohne Wahlmänner im Electoral College.
Nach der Auflösung seiner Partei wurde Julian Mitglied der im Jahr 1854 gegründeten Republikanischen Partei, deren erste Republican National Convention er im Jahr 1856 als Delegierter besuchte. Dort wurde John C. Frémont als erster Präsidentschaftskandidat nominiert. Bei den Kongresswahlen des Jahres 1860 wurde Julian als Nachfolger von David Kilgore im fünften Distrikt seines Staates erneut in den Kongress gewählt. Nach vier Wiederwahlen konnte er bis zum 3. März 1871 fünf weitere Legislaturperioden im US-Repräsentantenhaus verbringen. Seit 1869 vertrat er dort wieder den vierten Wahlbezirk. Diese Zeit war durch die Ereignisse des Bürgerkrieges und dessen Folgen geprägt. Seit 1865 belastete der Konflikt zwischen Julians Republikanischer Partei und Präsident Andrew Johnson die Arbeit des Kongresses. Zwischen 1863 und 1871 war George Julian Vorsitzender des Ausschusses zur Verwaltung der öffentlichen Liegenschaften. Von 1865 bis 1867 leitete er auch den Ausschuss zur Kontrolle der Ausgaben des Marineministeriums.
Zwischen 1885 und 1889 leitete Julian die Landvermessung im New-Mexico-Territorium. Anschließend kehrte er nach Indiana zurück, wo er sich in Irvington, einem Vorort von Indianapolis, niederließ. Dort befasste er sich mit literarischen Angelegenheiten. George Julian starb am 7. Juli 1899 in Indianapolis.